# Mahmood Abdulla
Mahmood Mansoor Ali Abdulla (sinh ngày 4 tháng 3 năm 1987) là một cầu thủ bóng đá người Bahrain thi đấu ở vị trí thủ môn. Anh thi đấu cho Đội tuyển bóng đá quốc gia Bahrain. Anh từng là thành viên của the Đội hình Bahrain tại Cúp bóng đá châu Á 2011.